# Морское (Черноморский район)
Морско́е (до 1948 года Ойра́т; укр. Морське, крымскотат. Oyrat, Ойрат) — исчезнувшее село в Черноморском районе Республики Крым, располагавшееся на юге района, на берегу Чёрного моря, практически на мысе Урет (оба топонима — мыс и прежнее название села — одно, по-разному трансформированное слово), примерно в 3 километрах юго-западнее современного села Марьино.

### Динамика численности населения
| - 1806 год — 14 чел. - 1864 год — 22 чел. - 1889 год — 132 чел. - 1900 год — 116 чел. | - 1915 год — 83/29 чел. - 1926 год — 194 чел. - 1939 год — 141 чел. |

## История
Первое документальное упоминание селения встречается в Камеральном Описании Крыма… 1784 года, судя по которому, в последний период Крымского ханства Аризат входил в Тарханский кадылык Козловскаго каймаканства.
После присоединения Крыма к России (8) 19 апреля 1783 года, (8) 19 февраля 1784 года, именным указом Екатерины II сенату, на территории бывшего Крымского ханства была образована Таврическая область и деревня была приписана к Евпаторийскому уезду. После павловских реформ, с 1796 по 1802 год входила в Акмечетский уезд Новороссийской губернии. По новому административному делению, после создания 8 (20) октября 1802 года Таврической губернии, Ойрат был включён в состав Яшпетской волости Евпаторийского уезда.
По Ведомости о волостях и селениях, в Евпаторийском уезде… от 19 апреля 1806 года, в деревне Ойрат числился 1 двор и 14 жителей крымских татар. На военно-топографической карте генерал-майора Мухина 1817 года деревня Урет обозначена с 3 дворами. После реформы волостного деления 1829 года Ойрат, согласно «Ведомости о казённых волостях Таврической губернии 1829 года» остался в составе Яшпекской волости. На карте 1836 года в деревне 6 дворов, а на карте 1842 года Ойрат (Вейрат) обозначен условным знаком «малая деревня», то есть, менее 5 дворов.
В 1860-х годах, после земской реформы Александра II, деревню приписали к Курман-Аджинской волости. В «Списке населённых мест Таврической губернии по сведениям 1864 года», составленном по результатам VIII ревизии 1864 года, Ойрат — владельческая татарская деревня, с 7 дворами, 22 жителями и мечетью при Чёрном море. По обследованиям профессора А. Н. Козловского 1867 года, вода в колодцах деревни была солоноватая, а их глубина колебалась от 10 до 15 саженей (от 20 до 30 м). На трехверстовой карте Шуберта 1865—1876 года в деревне Ойрат (Вейрат) те же 7 дворов. По «Памятной книге Таврической губернии 1889 года», по результатам Х ревизии 1887 года, в деревне Ойрат числилось уже 23 двора и 132 жителя. В «…Памятной книжке Таврической губернии на 1892 год» деревня не упоминается.
Земская реформа 1890-х годов в Евпаторийском уезде прошла позже остальных, в результате Ойрат приписали к Кунанской волости. На полуверстовой карте 1890 года в Ойрате обозначено 11 дворов.
По «…Памятной книжке Таврической губернии на 1900 год» в деревне числилось 116 жителей в 22 дворах. По Статистическому справочнику Таврической губернии. Ч.II-я. Статистический очерк, выпуск пятый Евпаторийский уезд, 1915 год, в деревне Ойрат Кунанской волости Евпаторийского уезда числилось 30 дворов (все дворы безземельные) с татарским населением в количестве 83 человек приписных жителей и 29 — «посторонних», из которых 56 мужчин и 56 женщин. Жители землёй не владели, в хозяйствах имелось 96 лошадей, 44 вола, 29 коров и 890 голов мелкого скота.
После установления в Крыму Советской власти, по постановлению Крымревкома от 8 января 1921 года № 206 «Об изменении административных границ» была упразднена волостная система и образован Евпаторийский уезд, в котором создан Ак-Мечетский район и село вошло в его состав, а в 1922 году уезды получили название округов. 11 октября 1923 года, согласно постановлению ВЦИК, в административное деление Крымской АССР были внесены изменения, в результате которых округа были отменены, Ак-Мечетский район упразднён и село вошло в состав Евпаторийского района. Согласно Списку населённых пунктов Крымской АССР по Всесоюзной переписи 17 декабря 1926 года, в селе Ойрат, Кунанского сельсовета (в котором село состоит всю дальнейшую историю) Евпаторийского района, числилось 42 двора, из них 41 крестьянский, население составляло 194 человека, из них 180 татар, 14 украинцев, действовала татарская школа. Согласно постановлению КрымЦИКа от 30 октября 1930 года «О реорганизации сети районов Крымской АССР», был восстановлен Ак-Мечетский район (по другим данным 15 сентября 1931 года) и село вновь включили в его состав. По данным всесоюзной переписи населения 1939 года в селе проживал 141 человек.
В 1944 году, после освобождения Крыма от фашистов, согласно Постановлению ГКО № 5859 от 11 мая 1944 года, 18 мая крымские татары были депортированы в Среднюю Азию.
С 25 июня 1946 года Ойрат в составе Крымской области РСФСР. Указом Президиума Верховного Совета РСФСР от 18 мая 1948 года, Ойрат переименовали в деревню Морскую. 26 апреля 1954 года Крымская область была передана из состава РСФСР в состав УССР. Ликвидировано в период между 1968 годом, когда село ещё числилось в составе позже упразднённого Красносельского сельского совета и 1977-м, когда Морское уже было в списке упразднённых.